# آلفا رومئو ۱۹۰۰

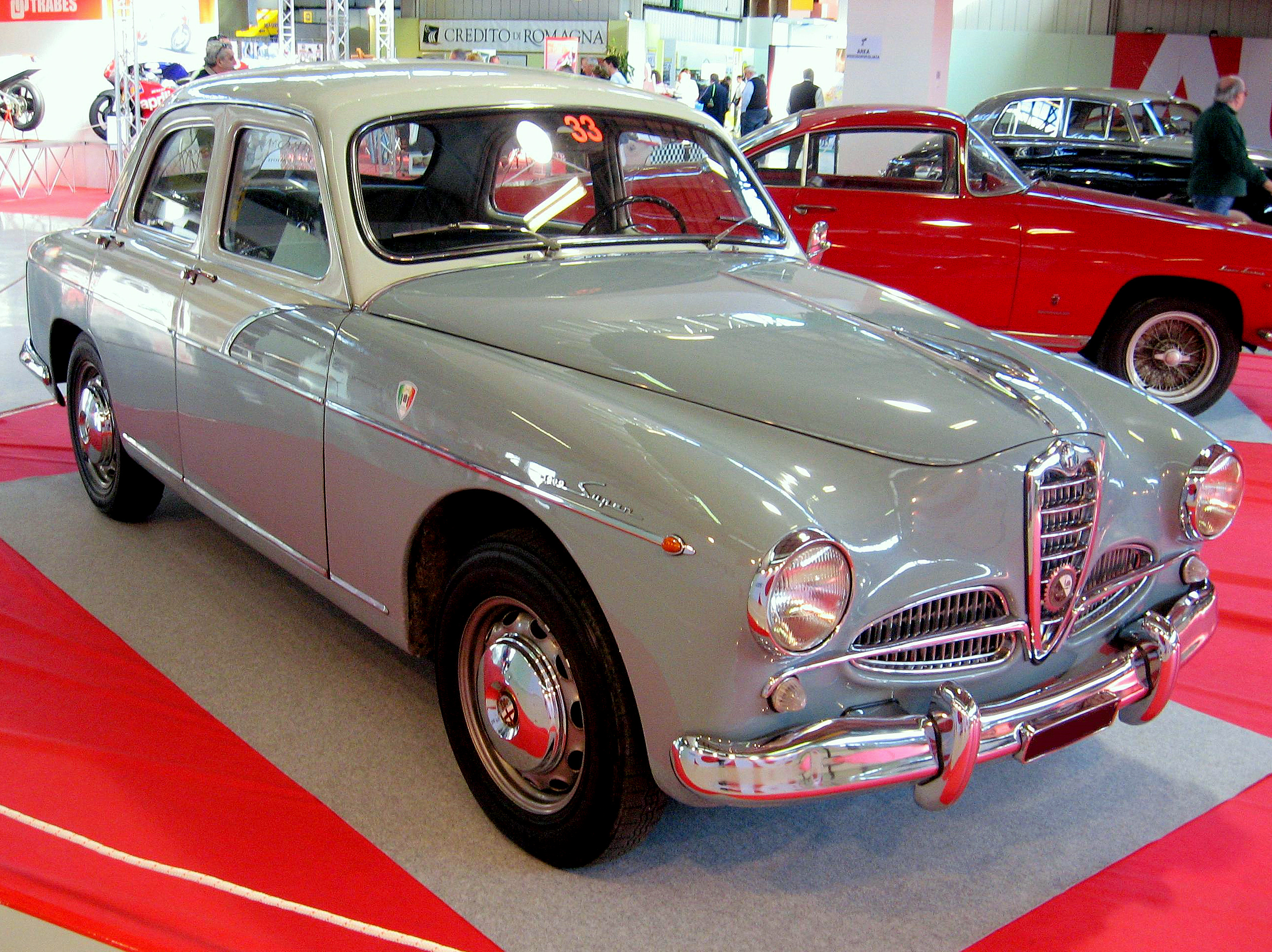

آلفارومئو ۱۹۰۰ (Alfa Romeo ۱۹۰۰) خودرویی است که در سال‌های ۱۹۵۰–۱۹۵۹در ایتالیا و بلژیک تولید شده‌است.
طراحی آن خودروهای موتور جلو-محور عقب بوده است. سیستم جعبه‌دندهٔ آن ۵ دنده به صورت دستی است.

## نگارخانه

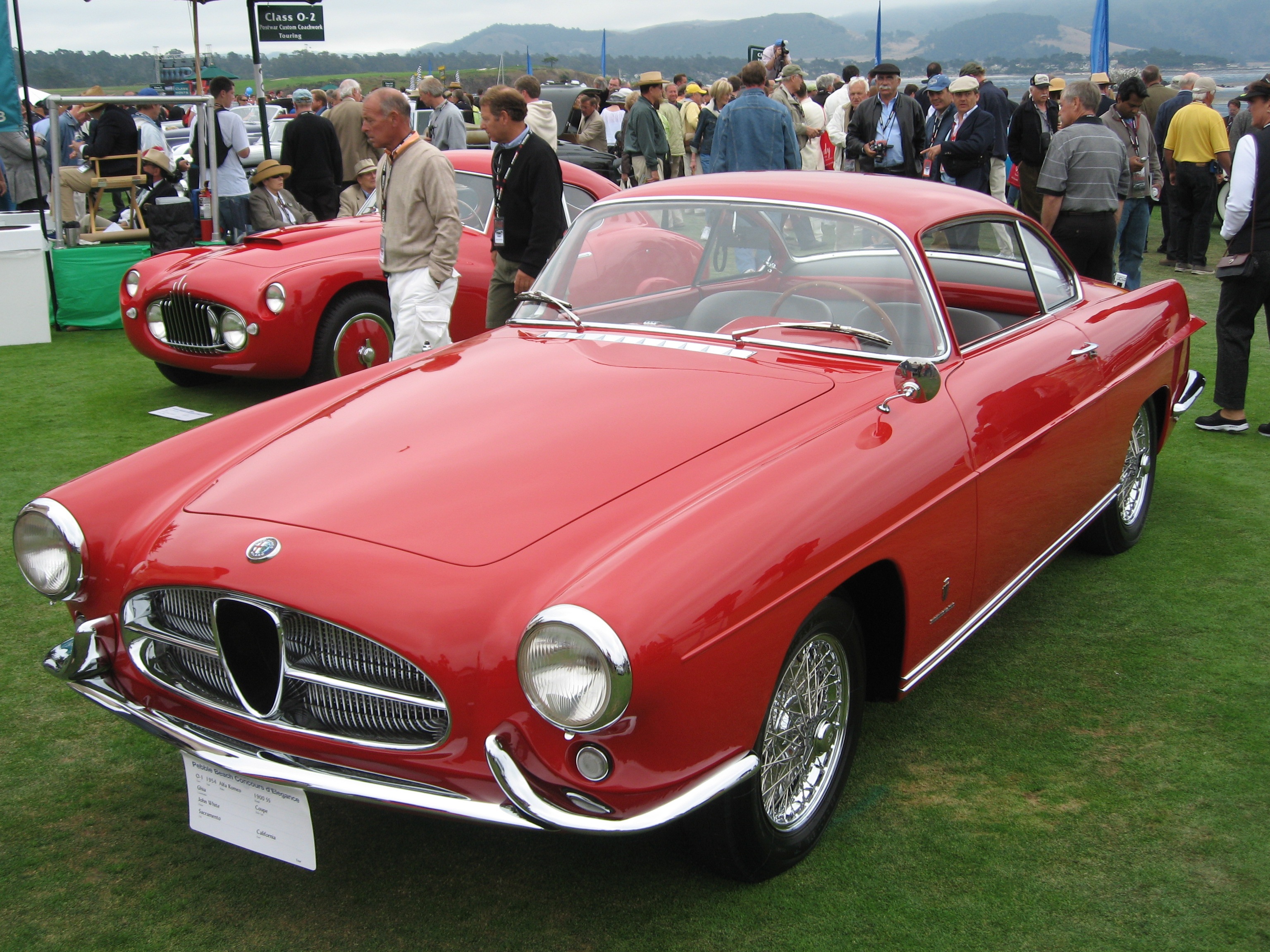
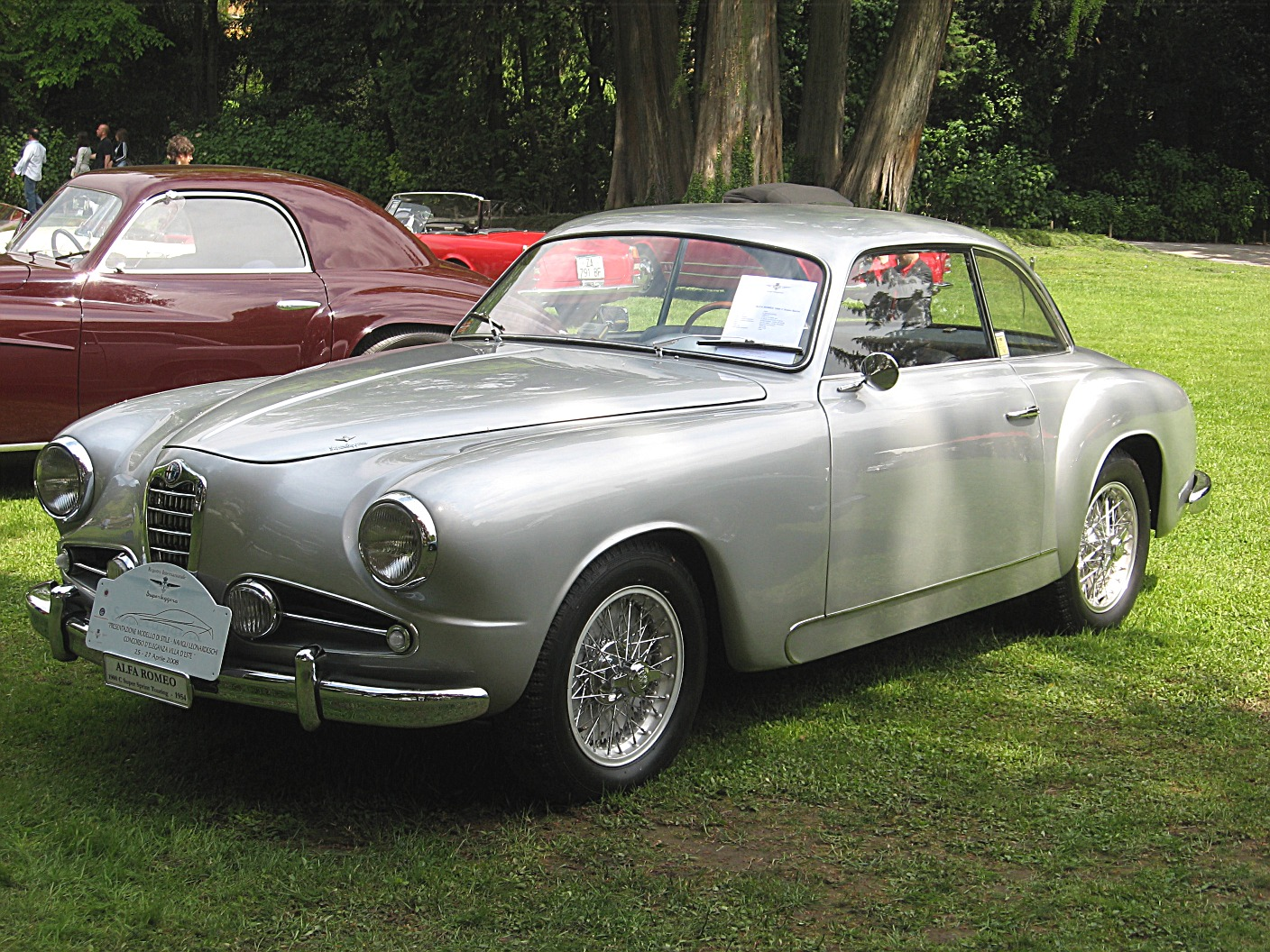
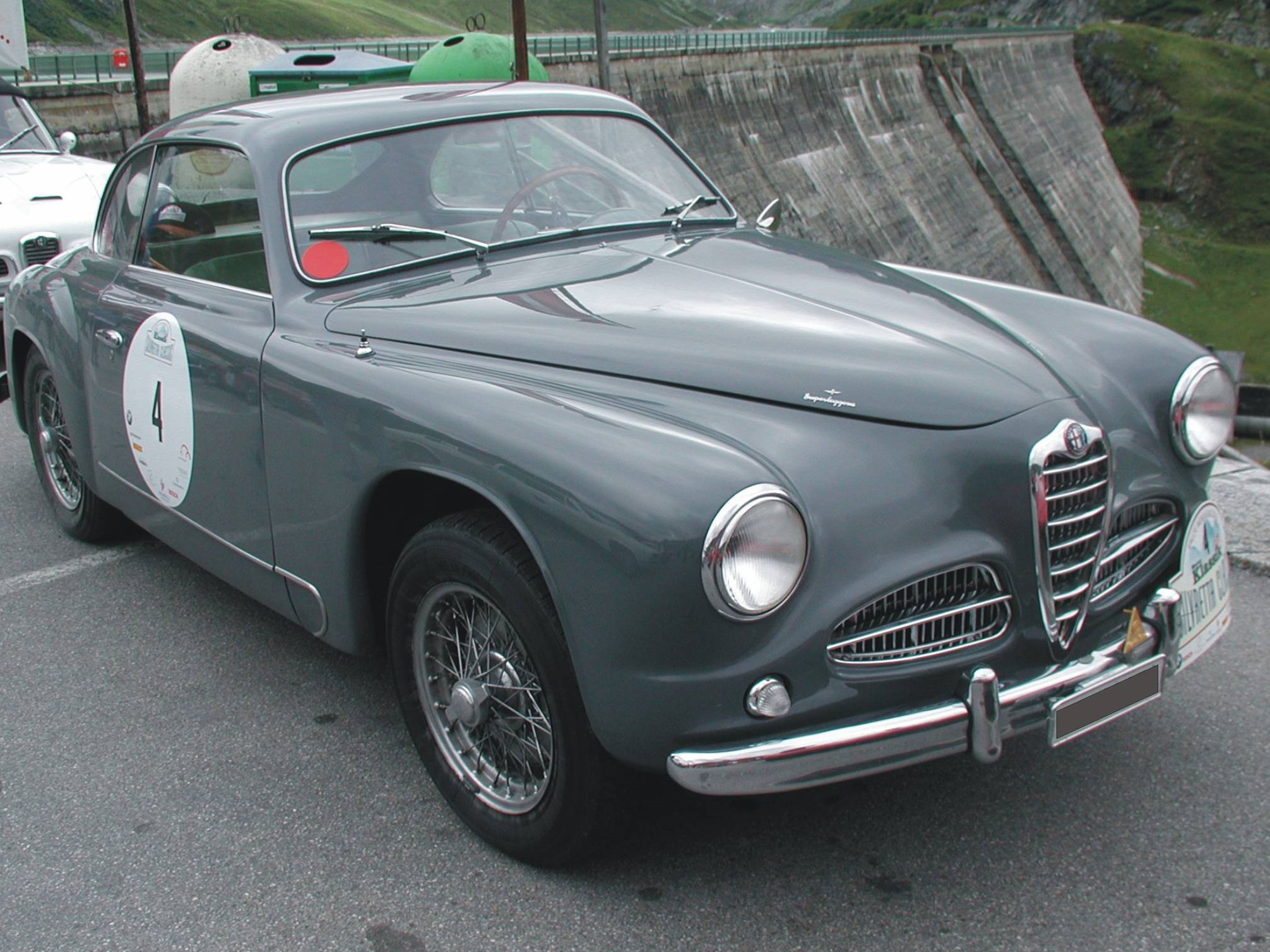
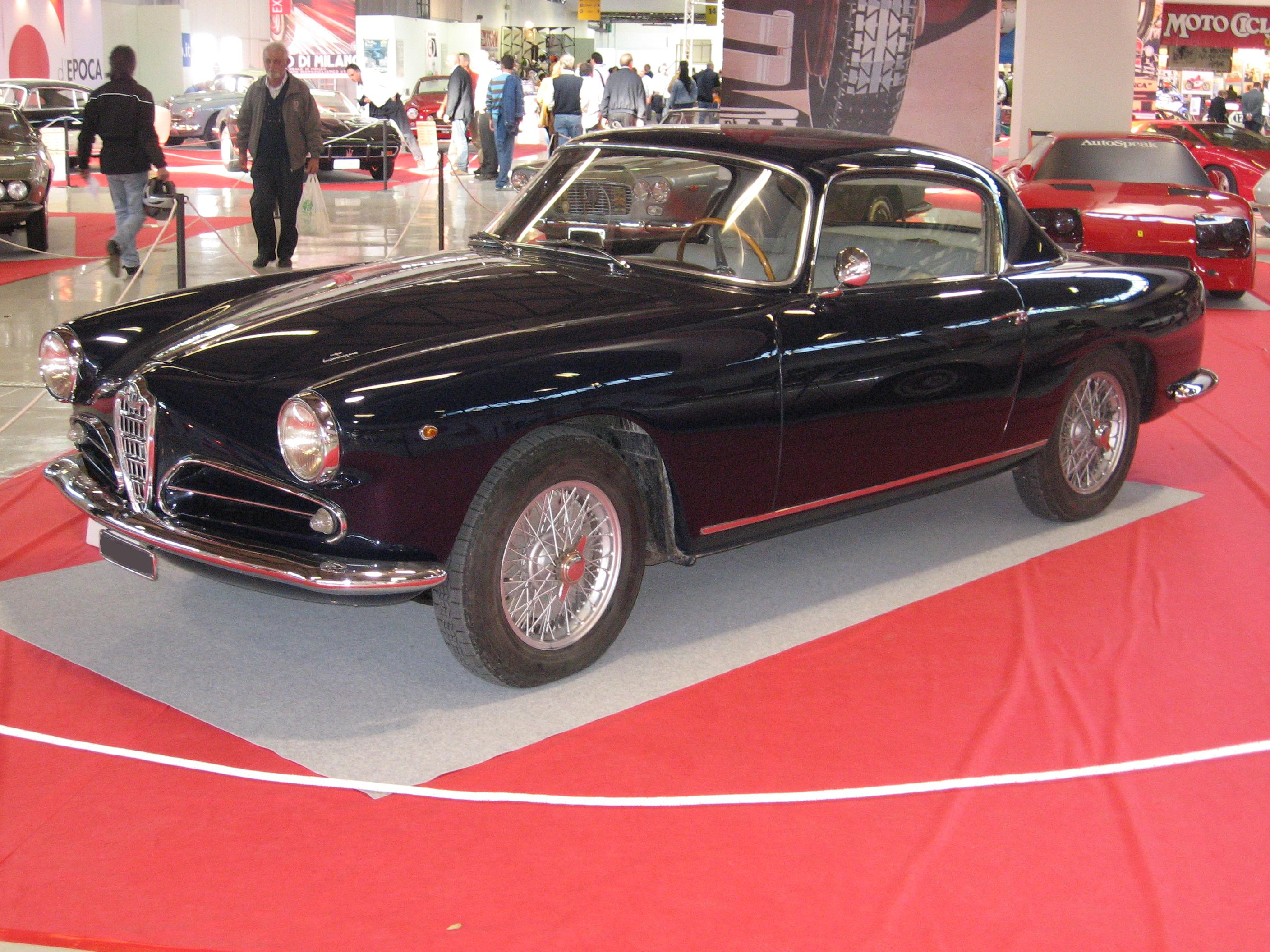
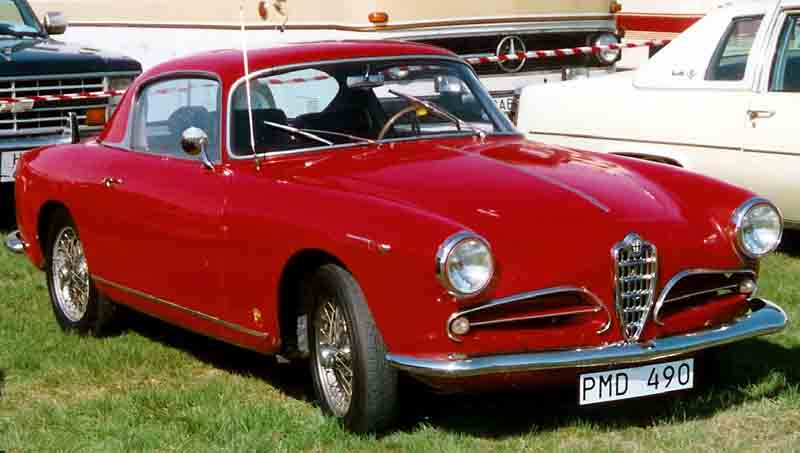
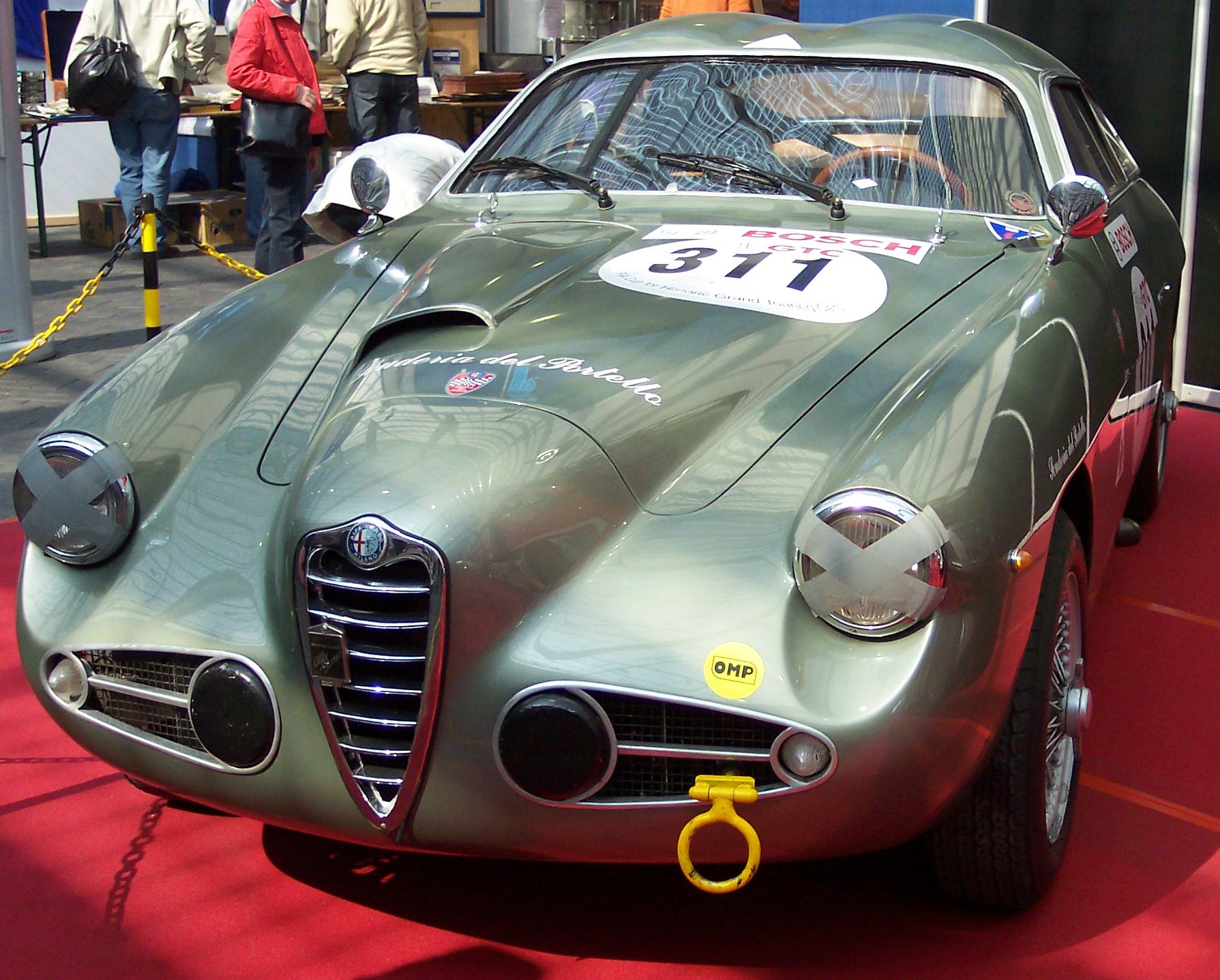
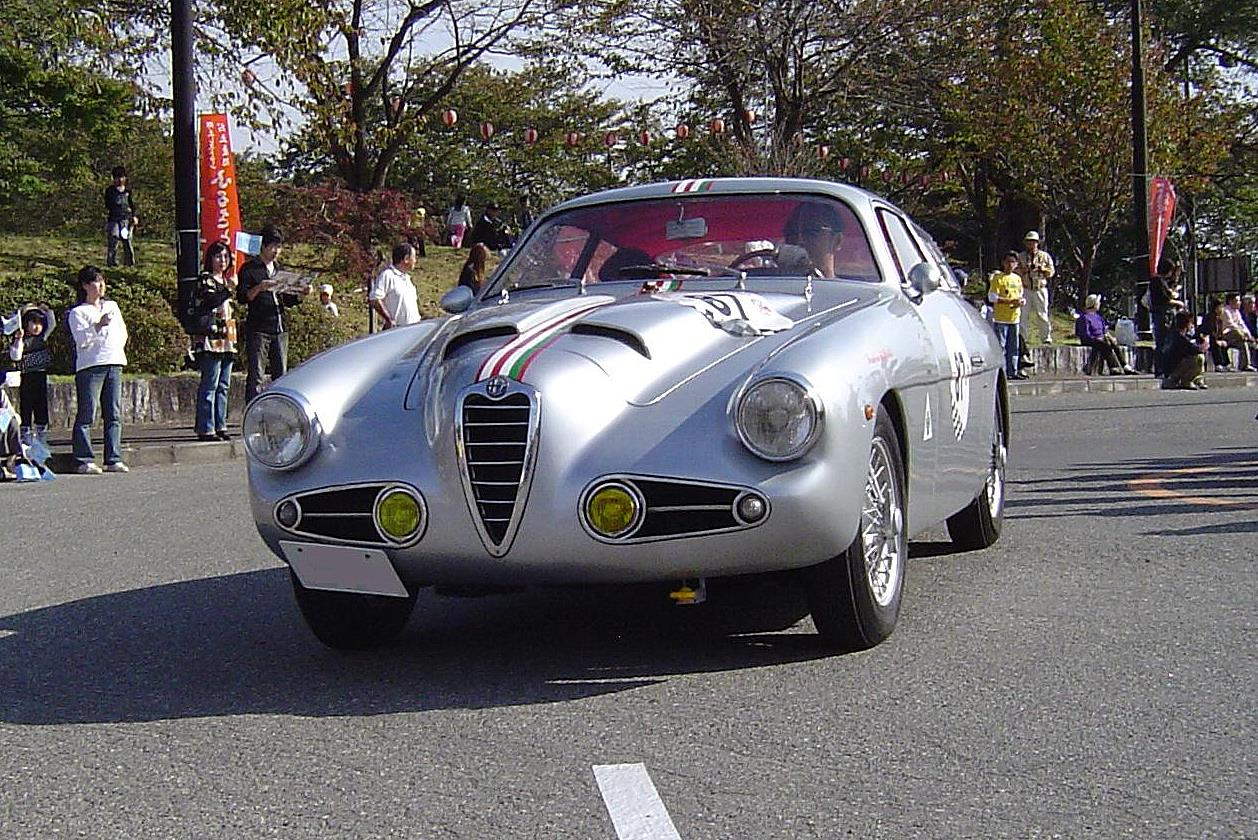
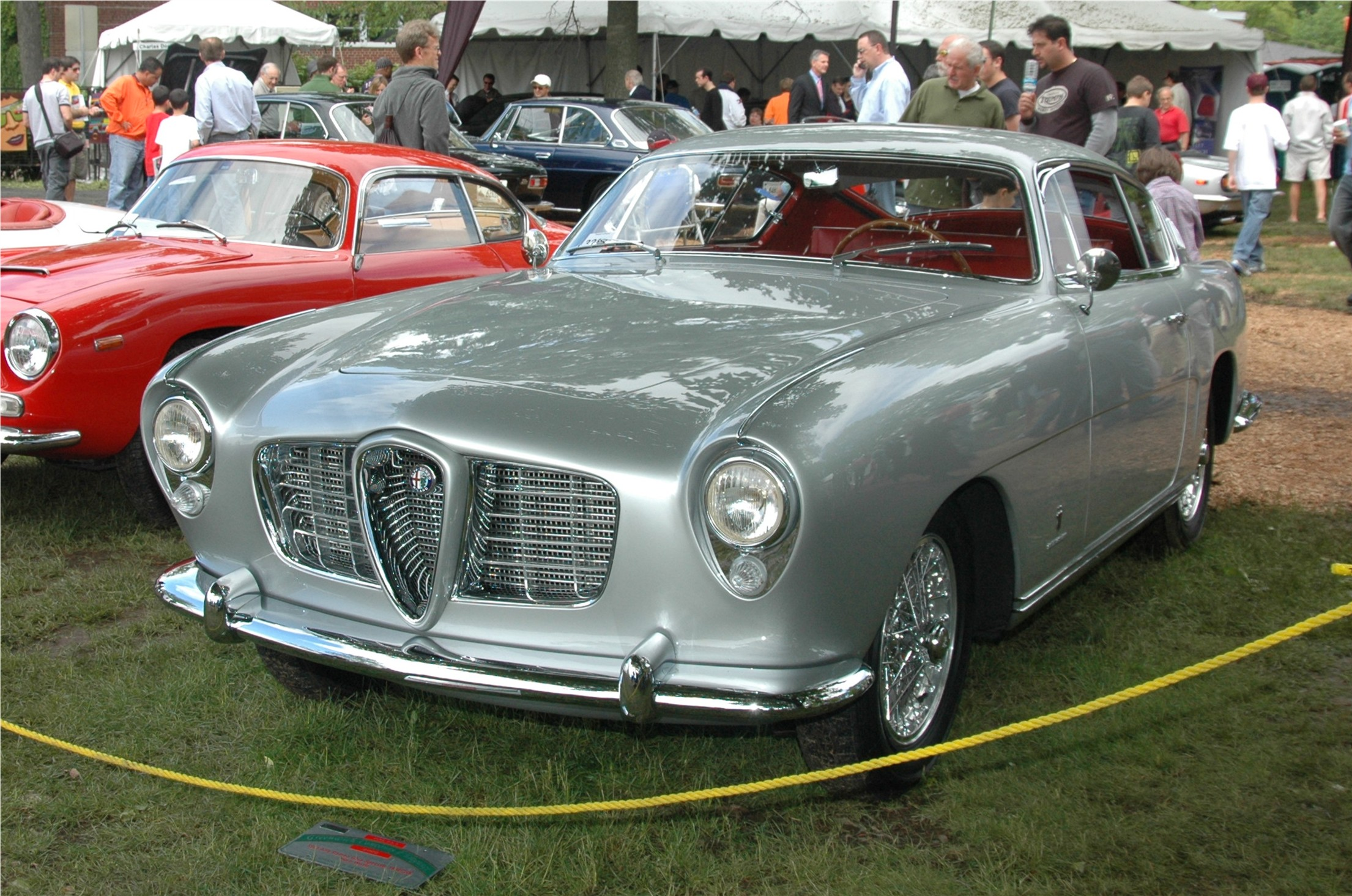
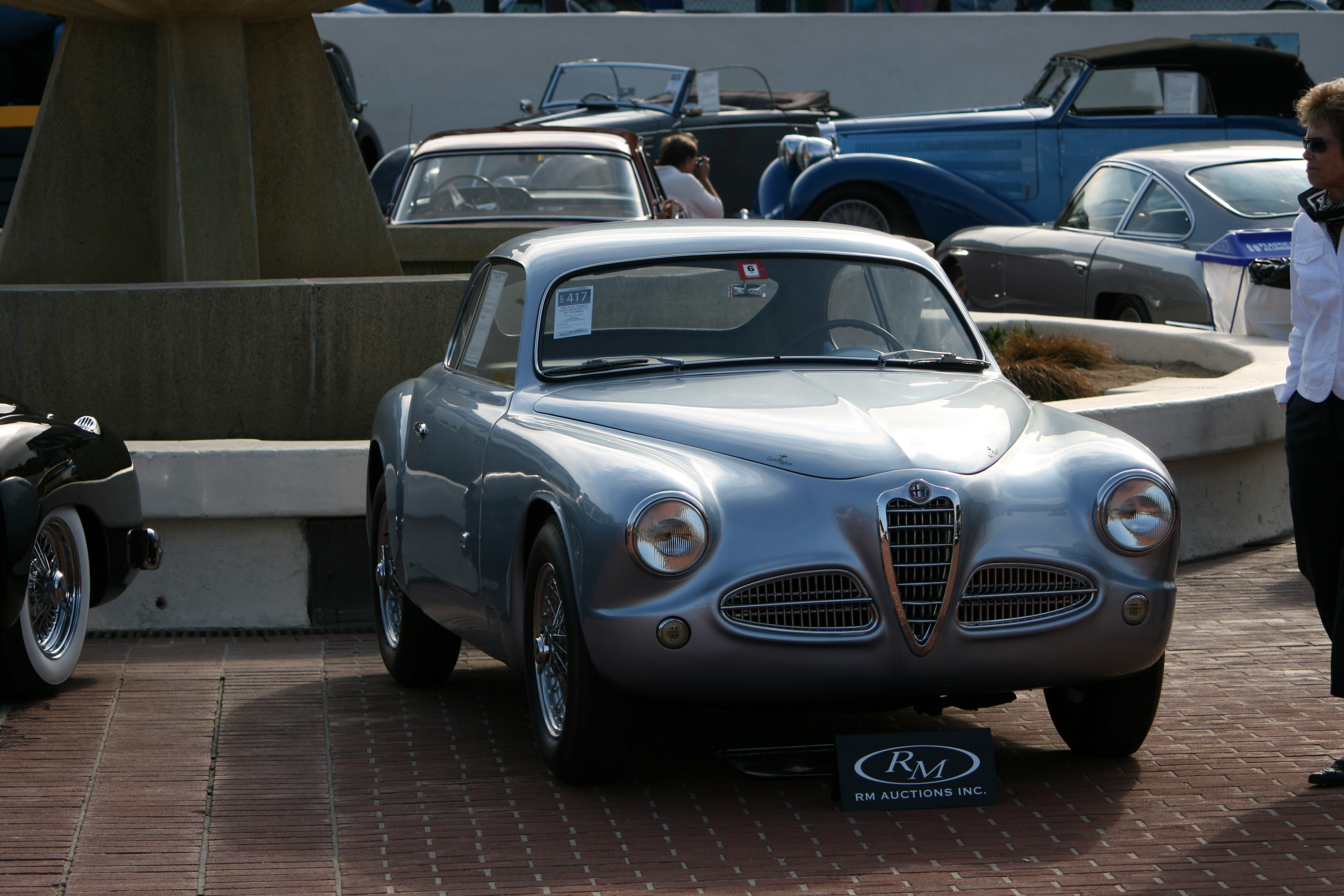
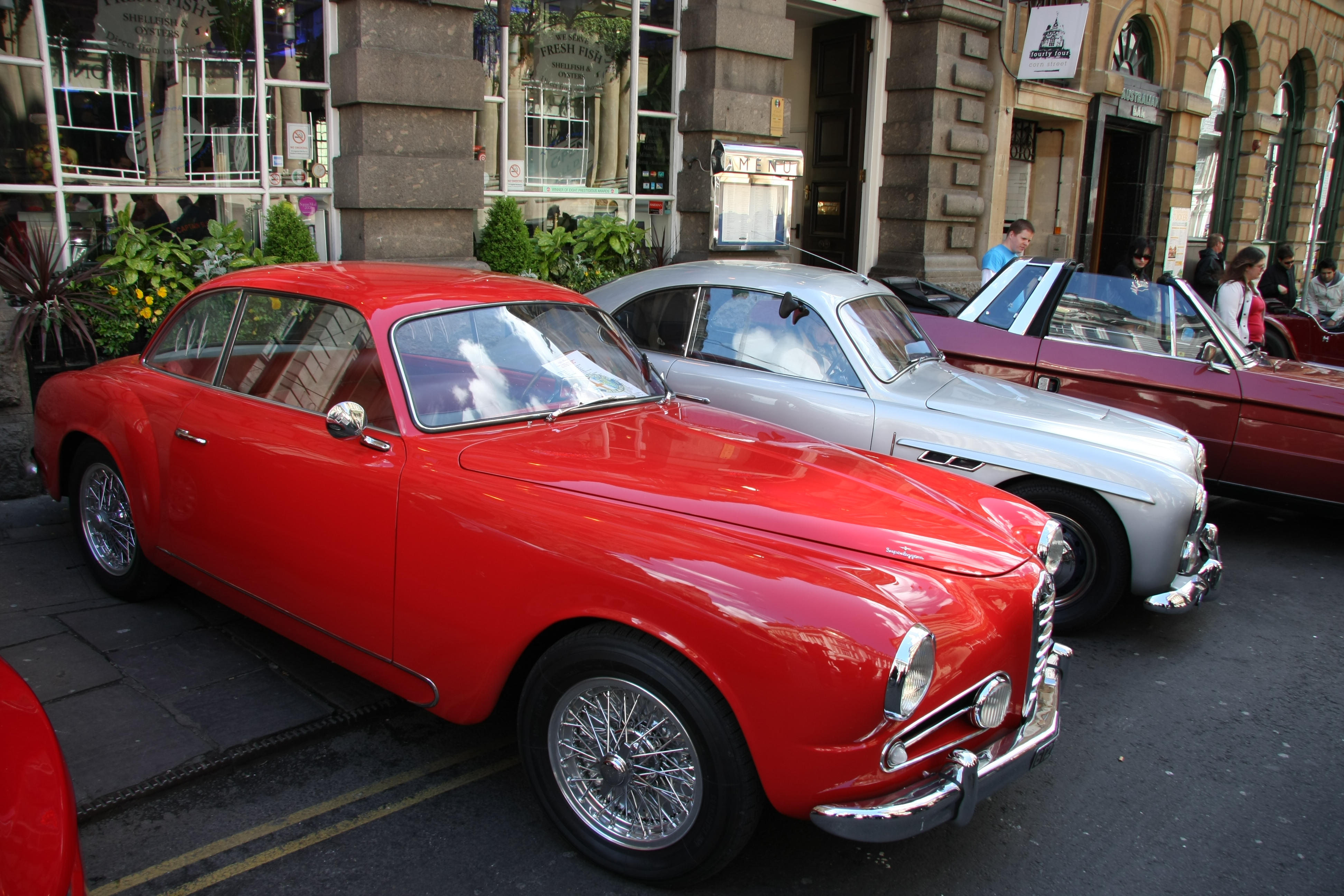
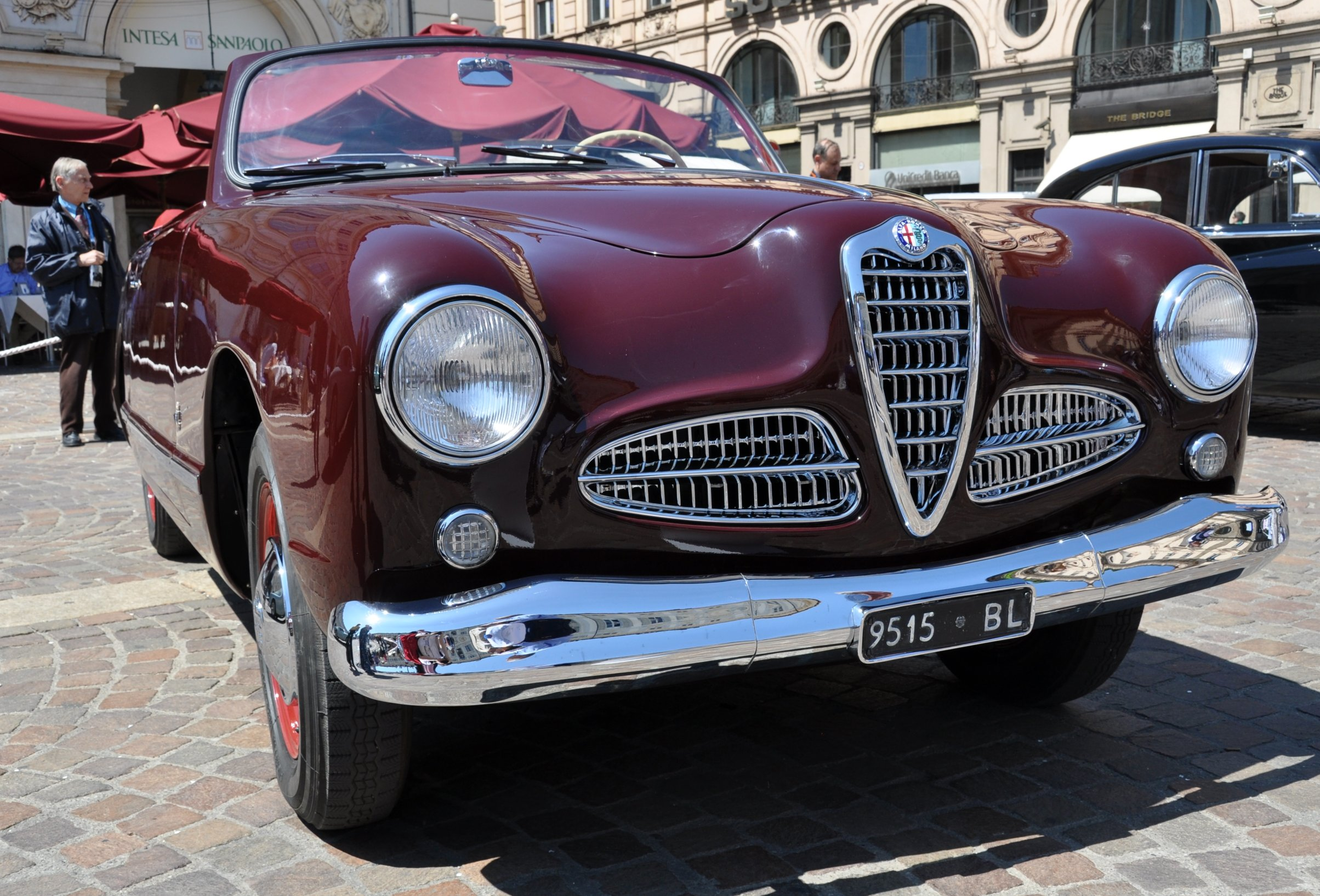